# Jakob Künzler

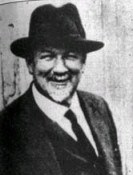
Jakob Künzler

Jakob Künzler (* 8. März 1871 in Hundwil, Schweiz; † 15. Januar 1949 in Ghazir, Libanon) war ein Schweizer Zimmermann, evangelischer Diakon und Missionar, Krankenpfleger, Laienarzt, Arzt, Retter und Betreuer Tausender armenischer Waisen und Witwen während und nach dem Völkermord an den Armeniern, Aramäern und Assyrern im Osmanischen Reich und im Libanon.

## Leben

### Frühes Leben, 1871–1899
Künzler wuchs in einer neunköpfigen, armen und frommen Familie als zweites Kind eines Maurermeisters und einer Stickerin im Kanton Appenzell Ausserrhoden auf. Seine Kindheit wurde geprägt vom Tod seiner Eltern. Seine Mutter konnte er noch pflegen, obwohl er erst neun Jahre alt war, als sie starb. Danach kam er zu einer Tante und musste in einer Textilfabrik in Wolfhalden arbeiten. Später nahm ihn sein Pate auf, bei dem er nach der Schulzeit eine Lehre als Zimmermann machen konnte, die er 1891 abschloss. Auf die Walz ging er nach Basel. Nach einem kurzen Spitalaufenthalt liess er sich 1893 im Diakonenhaus der Basler Mission zum evangelischen Diakon in Krankenpflege ausbilden, weil er Diakonie als praktische Jesusnachfolge verstanden hatte. Als Krankenpfleger im Basler Bürgerspital arbeitete er bis 1899.

### Leben in Urfa, 1899–1921
1899 reiste er mit der Christlichen Orientmission, einem armenischen Hilfswerk das von Johannes Lepsius mitgegründet wurde, nach Urfa im Südosten des Osmanischen Reichs. In der Zeitschrift Der Christliche Orient berichtete er jeweils aus der Missionsklinik in Urfa und von deren Umfeld. Hier lebten Türken, Armenier, Kurden, Griechen und Syrer meist friedlich beisammen. Der hilfsbereite, gesellige und sprachbegabte Krankenpfleger Künzler lernte dort Türkisch, Armenisch, Kurdisch, Arabisch und später auch noch Französisch. Im Schweizer Spital, wo Menschen aller Religionen und Ethnien behandelt wurden, fand er seinen Wirkungsort als Krankenpfleger unter den Schweizer Ärzten Hermann Christ und Andreas Vischer. Infolge Mangel an Ärzten bildete er sich medizinisch weiter bis zum selbständigen Operateur, baute die anfänglich einfache Klinik aus und gründete eine Knabenschule. Während eines Urlaubs in der Schweiz 1919 absolvierte er noch die Fähigkeitsprüfung zum Arzt an der Universität Basel mit Auszeichnung. 1905 heiratete er Elisabeth Bender, eine Tochter eines deutschen Chrischona-Missionars und Enkelin einer äthiopischen Prinzessin, mit der er fünf eigene Kinder hatte.
1914 hörte Künzler den Jungtürkenführer Näfis Bey sagen: «Wir Türken müssen die Armenier entweder samt und sonders ausrotten, oder wir müssen sie zur Auswanderung zwingen; ein Zusammenleben mit ihnen in den Grenzen unseres Reiches ist völlig ausgeschlossen.» 1915–1917 wurde Künzler in Urfa Augenzeuge des Völkermordes an den Armeniern durch die Jungtürken, worüber er Notizen schrieb, die 1919 in einem Buch mit dem Titel Im Lande des Blutes und der Tränen veröffentlicht wurden. Unter Lebensgefahr halfen er, seine Frau und die Dänin Karen Jeppe, wo sie konnten. Sie versorgten Hungernde und Nackte, versteckten Flüchtlinge, sorgten für Tausende von armenischen Waisen und führten den Spitalbetrieb in der Stadt Urfa notdürftig weiter. Dank guter Beziehungen auch zu Muslimen konnte seine Frau mit Hilfe von Freundinnen Frauen nach Aleppo in Sicherheit bringen. So konnten sie etwa 2.700 Armenier vor dem Tod bewahren.
Ab 1919 kam Urfa unter englische Herrschaft, die amerikanische Organisation Near East Relief übernahm die deutsche Orientmission und sorgte insgesamt für 130.000 armenische Waisen, davon 700 auf der Missionsstation, die Künzler leitete. 1922 musste er auf türkischen Druck das Spital in Urfa schliessen, und er zog mit seiner Familie und etwa 8.000 armenischen Waisen zu Fuss, in Kutschen und auf Lastwagen ins Gebiet des französischen Völkerbundsmandats nach Djerablus in Syrien und später nach Ghazir in der Nähe von Beirut.

### Leben in Ghazir, 1922–1949

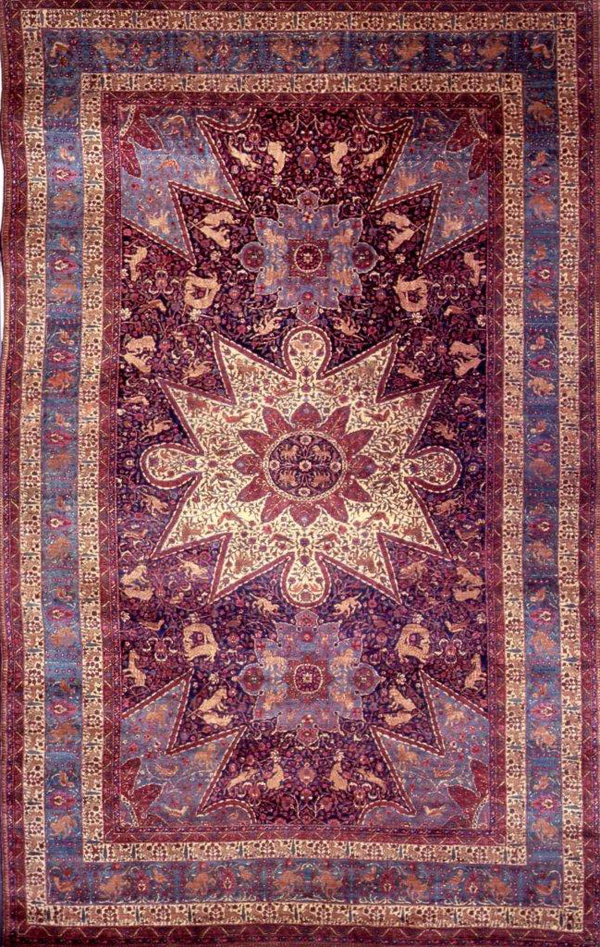
Teppich aus Ghazir; Dankesgabe an Präsident Calvin Coolidge 1925

In Ghazir eröffnete er mit seiner Frau ein Zentrum für mehr als 1.400 Waisenmädchen, und sie ermöglichten vielen davon eine Ausbildung zur Teppich-Weberin in der aufgebauten Teppichknüpferei. Dafür erhielt er 1929 einen Orden des Libanons wegen Aufbau und Förderung der Textilindustrie. 1932 errichtete er in Bourj Hammoud bei Beirut eine Siedlung mit 377 Wohnungen für armenische Witwen, die später zu Behindertenheim, Schule und Klinik umfunktioniert wurde. Mit gezüchteten Gambusiafischen der Universität Beirut, die er in libanesischen Gewässern aussetzte und aussetzen liess, bekämpfte er Malariamücken. In Azounieh, in den libanesischen Bergen, gründete er 1935 ein Lungensanatorium. 
Trotz Infektionskrankheit in der rechten Hand und anschliessender Armamputation im amerikanischen Spital in Beirut 1923 arbeitete und schrieb er unermüdlich weiter, weil ihn die Not der armenischen Flüchtlinge nicht mehr los liess. Seines selbstlosen Einsatzes willen wurde Künzler auch Bruder Jacob genannt.

## Preise und Ehrungen
- 1929: Orden Pour la Mérite des Libanons
- 1947: Verleihung der Ehrendoktorwürde der Universität Basel

posthum
- 1959: Gedenkstein in Hundwil
- 1971: Verdienstorden der libanesischen Regierung
- 1971: Gedenkstein in Walzenhausen
- 2008: Gedenkplatte in der armenischen Gedenkstätte Zizernakaberd in Jerewan
- 2009: Gedenkstele[10] im Giardino dei Giusti del Mondo („Garten der Gerechten der Welt“) in Padua, zusammen mit seiner Frau Elisabeth
- 2015: Gedenkjahr in der evangelisch-reformierten Kirche Hundwil[11][12]

## Schriften
- Berichte aus Urfa. Teil 1: aus den Jahren 1900-1906. Der Christliche Orient, Jahrgänge 2–7 (Neuauflage: Evangelisch-reformierte Kirchgemeinde Hundwil 2015)
- Berichte aus Urfa. Teil 2: aus den Jahren 1907-1914. Der Christliche Orient, Jahrgänge 8–15 (Neuauflage: Evangelisch-reformierte Kirchgemeinde Hundwil 2015)
- Im Lande des Blutes und der Tränen. Erlebnisse in Mesopotamien während des Weltkrieges (1914–1918). Tempel, Potsdam 1921 und 1929. (Neuer Herausgeber: Hans-Lukas Kieser, Chronos-Verlag, Zürich 1999, 2. Auflage 2004, ISBN 978-3-905313-06-2)
- Zwischen Nil und Kaukasus. Ein religionspolitischer Reisebericht. München 1930 (2 Auflagen).
- 30 Jahre Dienst im Orient. Bund Schweizer Armenierfreunde (BSA), 1931.
- mit Paul Schütz: Köbi der Lückenbüsser im Dienste des Lebens. Johannes-Stauda-Verlag 1935, 1951 und 1959.
- mit Paul Schütz: Köbi, Vater der Armenier. Selbstbiographie des Dr. med. h.c. Jakob Künzler. Johannes-Stauda-Verlag, 3. Auflage 1967